# Альципа непальська
Альци́па непальська (Alcippe nipalensis) — вид горобцеподібних птахів родини Alcippeidae. Мешкає в Гімалаях і горах Південно-Східної Азії.

## Підвиди
Виділяють два підвиди:
- A. n. nipalensis (Hodgson, 1837) — від Непалу до північної М'янми;
- A. n. stanfordi Ticehurst, 1930 — схід Бангладеш, Північно-Східна Індія, західна М'янма.

## Поширення і екологія
Непальські альципи мешкають в Індії, Непалі, Бутані, М'янмі, Бангладеш і Китаї. Вони живуть у вологих гірських і рівнинних тропічних лісах та у високогірних чагарникових заростях.